# Meton
Meton (griechisch Μέτων Métōn) war ein antiker griechischer Astronom. Er lebte im fünften Jahrhundert v. Chr. in Athen. Auf seinen Namen geht der Begriff Meton-Zyklus zurück.

## Herkunft
Meton, der Sohn von Pausanias, wird allgemein als Athener bezeichnet. Claudius Aelianus sagt aber, er sei ein Lakonier, wie die Spartaner auch genannt wurden. Auch der Name seines Vaters Pausanias war ursprünglich ein spartanischer Name. In der Komödie Die Vögel von Aristophanes, einem Zeitgenossen Metons, sagt Pisthetairos zu ihm: Man treibt hier, wie in Sparta, die Fremden aus! Schon mancher ward beseitigt, und Prügel regnet's in der Stadt! Dies stützt Aelians Angabe, zumal Athen sich zu dieser Zeit im Krieg mit Sparta befand.

## Metons Wirken
Meton war ein Schüler von Phaeinos von Athen. Von Meton selbst sind keine Aufzeichnungen erhalten. Er galt als einer der ersten Astronomen im antiken Griechenland. An ihn wird dauerhaft durch die Begriffe Meton-Jahr, Meton-Periode und Meton-Zyklus erinnert. Auf der Pnyx errichtete er eine Sonnenuhr, auch Heliotropion genannt, von der die Fundamente heute direkt neben dem Altar des Zeus Agoraios vermutet werden.
Als Meton-Zyklus gilt in der modernen historischen Literatur eine Zeitdauer von 19 Jahren beziehungsweise von 6.940 Tagen. Das ist eine indirekte Festlegung der Länge des Sonnenjahres, die Meton benötigte, um auf dem von ihm auf dem Hügel Kolonos Agoraios in der Nähe der Athener Agora errichteten Parapegma allgemeine Angaben über das Wetter in den vom Sonnenjahr abhängigen Jahreszeiten zu machen. Als Anfang einer solchen 19-jährigen Periode wählte er die Sommersonnenwende des Jahres 432 v. Chr., die er zusammen mit Euktemon am 13. Skirophorion (22. Juni) dieses Jahres beobachtete. Der Zusammenhang, dass 19 Sonnenjahre auch annähernd gleich lang wie 235 synodische Monate sind, war den Babyloniern bekannt und wurde von ihnen seit dem 5. Jahrhundert v. Chr. für die Interkalation ihres zivilen Lunisolarkalenders benutzt. Meton und Euktemon hatten vermutlich Kenntnis davon, brauchten ihn aber nicht anzuwenden, da sie keinen neuen Lunisolarkalender aufstellen wollten (unter anderem begann kein neuer realer Mondmonat zusammen mit dem ersten Meton-Zyklus am Tage der Sommersonnenwende des Jahres 432 v. Chr.). Diese Gleichheit der Periodendauern ganzzahliger Vielfacher von zwei Orbitalbewegungen unter sich und mit einer ganzen Zahl von Tagen wurde nachweislich konsequent als Prototyp für spätere Anwendungen (zum Beispiel bei der Osterrechnung) in der Seleukidischen Ära für die Interkalation eines Lunisolarkalenders benutzt.
Der Brauch, die von Meton benutzte Zeitdauer von 19 Jahren als Zyklus zu bezeichnen, ist missverständlich. Ihre korrekte Bezeichnung wäre Meton-Periode. Korrekt ist hingegen, die Folge der sich alle 19 Jahre wiederholenden Zusammentreffen von Sonne und Mond vor denselben Sternen als Meton-Zyklus zu bezeichnen.

## Weitere Überlieferungen
Im Jahr 415 v. Chr. sollte Metons Sohn an der Sizilienexpedition teilnehmen. Da Meton vorausahnte, dass diese ein Desaster werde – manche behaupteten, er hätte das an einer ungünstigen Sternenkonstellation erkannt – versuchte er die Teilnahme seines Sohnes zu verhindern. Deshalb zündete er sein eigenes Haus an und gab Wahnsinn vor. Nun bat er wegen seines großen Unglücks seinen Sohn vom Militärdienst zu befreien und hatte damit schließlich Erfolg.
Im Lustspiel Die Vögel, das 414 v. Chr. erstmals aufgeführt wurde, tritt Meton als „Geometer“ auf und führt absurde Handlungen aus, darunter den Versuch, die Quadratur des Kreises zu lösen. Allerdings wäre es riskant, aus dieser satirischen Darstellung Rückschlüsse auf Metons tatsächliche mathematische Interessen zu ziehen.
Nach ihm wurde der Mondkrater Meton benannt.